# Bolton Glacier
Bolton Glacier är en glaciär i Antarktis. Den ligger i Västantarktis. Argentina, Chile och Storbritannien gör anspråk på området. Bolton Glacier ligger 482 meter över havet.
Terrängen runt Bolton Glacier är huvudsakligen bergig, men åt sydost är den kuperad. Trakten är glest befolkad. Närmaste befolkade plats är Almirante Brown Antarctic Base, 15,8 kilometer norr om Bolton Glacier. 